# دوج ليمان
دوغلاس إيريك «دوغ» ليمان (بالإنجليزية: Douglas Eric Liman) (من مواليد 24 يوليو 1965) هو مخرج ومنتج أفلام أميركي اشتهر بعدة أفلام مثل: المعاقبون(1996)، وهوية بورن (2002)، والسيد والسيدة سميث (2005)، البلوز (2008)، ولعبة عادلة (2010).

## روابط خارجية
- دوج ليمان على موقع IMDb (الإنجليزية)
- دوج ليمان على موقع روتن توميتوز (الإنجليزية)
- دوج ليمان على موقع مونزينجر (الألمانية)
- دوج ليمان على موقع ألو سيني (الفرنسية)
- دوج ليمان على موقع ميوزك برينز (الإنجليزية)
- دوج ليمان على موقع أول موفي (الإنجليزية)
- دوج ليمان على موقع بوكس أوفيس موجو (الإنجليزية)
- دوج ليمان على موقع قاعدة بيانات الأفلام السويدية (السويدية)
- دوج ليمان على موقع إن إن دي بي (الإنجليزية)
- دوج ليمان على موقع ديسكوغز (الإنجليزية)